# スマーフ (2025年の映画)
『劇場版スマーフ/おどるキノコ村の時空大冒険』（Smurfs）は、2025年に公開されたスマーフのスマーフ (映画シリーズ)の実写アニメーションミュージカルファンタジー映画。ペヨによるスマーフ (漫画)を原作としている。
クリス・ミラーが監督を、マット・ランドンが助監督を、パム・ブラディが脚本を務めた。またリアーナがスマーフェット役として主演を務めた。
複数の公開日程の変更があったが、映画は2025年6月28日にブリュッセルでプレミア上映がされ、2025年7月18日にパラマウント・ピクチャーズによってアメリカ合衆国で公開された。2025年9月19日に日本で公開される予定となっている。
また短編映画の『スポンジ・ボブ: いっちょあがり!』が同時上映される。

## あらすじ
パパスマーフがラーザメルとガーガメルの2人の悪い魔法使いらによって連れ去られてしまう。スマーフェットは連れ去られてしまったパパスマーフを救うミッションのために、スマーフ達を率いて人間たちのいる世界へと飛び出す。新たな仲間との出会い、新たな仲間の助け、スマーフ達はこの世界を救うために何がスマーフ達の運命を決めているのか見つけ出さなくてはならない。

## 登場キャラクター
（この節の出典）
※括弧内は日本語吹替。

### スマーフ村のスマーフ
- スマーフェット (Smurfette)
  - 英語版声優: リアーナ、日本語版吹替声優: 早見沙織
- パパスマーフ (Papa Smurf)
  - 英語版声優: ジョン・グッドマン、日本語版吹替声優: 茶風林
- ノーネーム (No Name Smurf)
  - 英語版声優: ジェームズ・コーデン、日本語版吹替声優: 宮野真守
- クラムジー（Clumsy Smurf）
  - 英語版声優: ヒューゴ・ミラー[13]
- ブレイニー（Brainy Smurf）
  - 英語版声優: ショロ・マリデュエニャ[17]、日本語版吹替声優: 林幸矢
- グラウチー（Grouchy Smurf）
  - 英語版声優: クリス・ミラー（英語版）[18]、イギリス英語版声優: ジョン・リチャードソン（英語版）[18]
- ヘフティ（Hefty Smurf）
  - 英語版声優: アレックス・ウィンター（英語版）[18]、日本語版吹替声優: 山下タイキ
- バニティ（Vanity Smurf）
  - 英語版声優: マヤ・アースキン[19]、日本語版吹替声優: 石黒史剛
- ハンディ（Handy Smurf）
- ベイカー（Baker Smurf）
  - 英語版声優: ジョニー・マンガネロ[13]
- ドクター（Doctor Smurf）
- レイジー（Lazy Smurf）
- ウォーリー（Worry Smurf）
  - 英語版声優: ビリー・ラード[18]、イギリス英語版声優: ジョバンナ・フレッチャー（英語版）[18]
- インフルエンサー[20]（Influencer Smurf）
- カムフラージュ[20]（Camouflage Smurf）
  - 英語版声優: クリス・ミラー（英語版）[13]
- 音響効果スマーフ[20]（Sound Effects Smurf）
  - 英語版声優: Spencer X[13]
- リストメーカー（List Maker Smurf）
  - 英語版声優: レイチェル・ビュテラ[13]
- ウェイ・バック・ゼア・スマーフ（Way Back There Smurf）
  - 英語版声優: クリス・プリノスキ（英語版）[13]
- クアイエット（Quiet Smurf）
  - 英語版声優: クリス・プリノスキ（英語版）[13]

- シャーク・テイミング（Shark Taming Smurf）
  - 英語版声優: クリス・プリノスキ（英語版）[13]
- カレンダー（Calendar Smurf）
  - 英語版声優: ライアン・ネイラー[13]

### スマーフ村以外のスマーフ
- ケン (Ken)
  - 英語版声優: ニック・オファーマン、日本語版吹替声優: 山路和弘
  - パパスマーフの兄弟で人間の世界へ向かう方法を知っている[15]。
- ロン (Ron)
  - 英語版声優: カート・ラッセル、日本語版吹替声優: 大塚芳忠
  - パパスマーフの兄弟。
- モクシー (Moxie)
  - 英語版声優: サンドラ・オー
  - ケンの娘[15]。

### 敵キャラクター
- ガーガメル (Gargamel)
  - 英語版声優: J. P. カーリアク（英語版）、日本語版吹替声優: 山寺宏一
- アズレール（Azrael）
  - 英語版声優: レイチェル・ビュテラ[13]
- ラーザメル (Razamel)
  - 英語版声優: J. P. カーリアク（英語版）、日本語版吹替声優: 山寺宏一
  - ガーガメルの兄弟[15]。
- ジョエル（Joel）
  - 英語版声優: ダン・レヴィー（英語版）[18]
  - ガーガメルとラーザメルの部下[18]。
- アスモディウス（Asmodius）
  - 英語版声優: オクタヴィア・スペンサー[18]
  - 銀河外空間の悪い魔法使い[18]。
- チェルノボグ（Chernobog）
  - 英語版声優: ニック・クロール[18]
  - 銀河外空間の悪い魔法使い[18]。
- ジェゼベス（Jezebeth）
  - 英語版声優: ハンナ・ワディンガム[18]
  - 銀河外空間の悪い魔法使い[18]。

### スヌータープート達（Snooterpoots）
- ママプート（Mama Poot）
  - 英語版声優: ナターシャ・リオン[18]、日本語吹替 - 高乃麗
  - スヌータープート達（Snooterpoots）のリーダー[18]。

### 味方キャラクター
- ジョンティ（Jaunty）
  - 英語版声優: エイミー・セダリス
  - 自己意識のある本[18]。
- クマムシ（Tardigrade）
  - 英語版声優: ジミー・キンメル[18]
- タートル（Turtle）
  - 英語版声優: Marshmello[18][21]

## 製作

### 背景と開発
パラマウント・ピクチャーズとニコロデオン・ムービーズは以前2000年代にジョーダン・カーナーとともにアニメーション映画を製作しようと試みていたが、突如コロンビア ピクチャーズとソニー・ピクチャーズ アニメーションが2011年にスマーフ (映画)の権利を取得し、その後スマーフ2 アイドル救出大作戦!とスマーフ スマーフェットと秘密の大冒険の2作の続編が製作された。
2022年2月にLAFIG BelgiumとIMPSがパラマウント・アニメーションと複数のスマーフの映画を製作するパートナーシップを結び、最初のものはミュージカル映画となると報じられた。2022年中にパム・ブラディが脚本を、クリス・ミラーが監督を務める事が決まり、2023年4月にはリアーナが声優とプロデューサーとして製作チームに加わった。またアニメーションはシネサイトが担当した。
映画のタイトルは『The Smurfs Movie』（直訳: 劇場版スマーフ）となると報じられていたが、その後『The Smurfs Musical』（直訳: スマーフ達のミュージカル）に変更されたと報じられた。2024年4月に全米劇場所有者協会のCinemaConにおいて『The Smurfs Movie』というタイトルとなる事が公式に発表された。
2025年2月に最初の予告映像が公開され、それと共にタイトルがシンプルに『Smurfs』（直訳: スマーフ）となるとされた。また映画へのNickelodeon Moviesの関与が不明な理由で中断された。

### キャスティング
2024年4月に全米劇場所有者協会のCinemaConにおいてニック・オファーマン、ナターシャ・リオン、J. P. カーリアク、ダン・レヴィー、エイミー・セダリス、ニック・クロール、ジェームズ・コーデン、オクタヴィア・スペンサー、ハンナ・ワディンガム、サンドラ・オー、アレックス・ウィンター、ビリー・ラード、ショロ・マリデュエニャ、カート・ラッセル、ジョン・グッドマンが声優として参加する事が発表された。

### アニメーションとデザイン
ニコロデオン・アニメーション・スタジオが製作を行い、シネサイトがアニメーション製作を行った。また今作のアニメーションはペヨによる原作コミックに強く影響を受けているとされている。

## 音楽
リアーナが楽曲の作詞とレコードを行った。
- 2025年2月21日、Desi Trillによる新曲『Higher Love』が公開された。製作にはカーディ・B、DJキャレド、ナタニア（英語版）、スブヒも関与した[10][32][33]。
- 2025年5月19日、監督のクリス・ミラーと以前交流のあったヘンリー・ジャックマンが映画の楽曲を作曲した事が明らかにされた[34]。
- 2025年5月24日、リアーナが映画のサウンドトラック用に3年ぶりの新曲となる『Friend of Mine（英語版）』を公開した[35][36]。
- 2025年6月13日、映画のサウンドトラック（映画で使われたものと映画にインスパイアされたものを含む）「Smurfs Movie Soundtrack (Music From & Inspired By)」がロック・ネイションを通して公開された[37]。
- 2025年6月18日、ヘンリー・ジャックマンによる映画のオリジナルの楽曲集がロック・ネイションを通してデジタルで公開された[38]。

## 公開

### 映画館での公開
アメリカ合衆国においては2025年7月18日に公開された。元々は2024年12月20日に公開予定であったが、『ソニック×シャドウ TOKYO MISSION』が2024年12月に公開される事に伴い2025年2月14日に変更された。さらにその後2025年7月18日に公開が延期された。
2025年6月26日、日本においては2025年9月19日より『劇場版スマーフ/おどるキノコ村の時空大冒険(パラレルアドベンチャー)』というタイトルで日本全国の映画館で公開される事が発表された。また本作のオンラインのムビチケ前売券が、2025年6月27日より発売される事も決定した。

### デジタル配信
2025年8月12日、英語版のデジタル配信が開始された。

### DVD、Blu-Ray
2025年10月28日に英語版のDVD及びBlu-Rayの販売が開始予定である。

## コラボレーション

### 国際連合とのコラボレーション
映画は国際連合のActNowキャンペーン及びUNICEFと連携し、「Speak Up with the Smurfs!」（スマーフ達と声をあげよう）と題した子ども達の権利促進をはかり、よりインクルーシブで明るい世界を目指すキャンペーンを2025年7月12日より開始し、8週間にわたり継続するとした。キャンペーンには映画に出演した声優らも参加をし、パラマウントの各種プラットフォームで宣伝される。
国際連合は、スマーフ（smurf）は名詞、動詞、形容詞など何でも意味できるとした上でメッセージは明白だとした:

「Smurf your voice, smurf your rights, smurf the future.」
あなたの声をスマーフしましょう、あなたの権利をスマーフしましょう、未来をスマーフしましょう。

### Microsoftとのコラボレーション
映画はMicrosoft社のMicrosoft Surfaceとコラボレートし、「Smurface Laptop」と題した、スマーフの登場キャラクターがレーザー刻印されており、Windowsのロゴの色がスマーフブルー色となっている13インチのノートパソコンをアメリカ合衆国のAmazon限定で999ドルで発売した。販売台数は100台のみであり、これはこれまでに存在したMicrosoft Surfaceの限定バージョンの中でも最も希少なもののひとつとなっている。